# Loïs Openda
Ikoma-Loïs Openda (Liegi, 16 febbraio 2000) è un calciatore belga, attaccante del RB Lipsia e della nazionale belga.

## Biografia
È nato in Belgio da padre congolese e madre marocchina.

## Caratteristiche tecniche
È una prima punta forte fisicamente, pur non spiccando d'altezza, che predilige svariare su tutto il fronte offensivo; è dotato di una grande velocità e buona tecnica individuale.

## Carriera

### Club

#### Gli inizi in Belgio
Cresciuto nel settore giovanile dello Standard Liegi, nel 2015 venne acquistato dal Club Bruges. Esordì in prima squadra il 10 agosto 2018 in occasione del match di campionato vinto 3-0 contro il Kortrijk. Il 18 settembre 2018 esordì in UEFA Champions League subentrando nel secondo tempo a Jelle Vossen nel'incontro casalingo perso 1-0 contro il Borussia Dortmund.
Il 21 luglio 2020 passò in prestito biennale agli olandesi del Vitesse, squadra con cui scende in campo regolarmente e mette a referto due stagioni prolifiche sotto porta.

#### Lens
Nel luglio del 2022 passò a titolo definitivo al Lens. La sua prima e unica stagione in Ligue 1 si è rivelata molto prolifica per lui, avendo messo a referto 21 gol, il primo dei quali segnato il 20 agosto contro l'AS Monaco. Nel marzo 2023 è diventato il più veloce realizzatore di una tripletta in Ligue 1, segnando tre reti in 4 minuti e 42 secondi (tra il 31º e il 35º minuto di gioco) nella gara esterna vinta dal Lens contro il Clermont Foot 63 per 0-4.

#### Lipsia
Nel luglio 2023 è stato acquistato dal Lipsia per 42 milioni di euro, diventando il giocatore più pagato della storia del club tedesco. Un investimento ripagato già nel corso della prima stagione con 24 goal in Bundesliga tra cui la rete realizzata,il 27 Aprile 2024, nella vittoria contro il Borussia Dortmund per 4-1 che consolida il quarto posto in classifica per il Lipsia.

### Nazionale
Ha compiuto tutta la trafila delle nazionali giovanili del Belgio. Il 6 settembre 2019 esordì nella nazionale Under-21 belga giocando da titolare, in occasione della partita di qualificazione al campionato d'Europa del 2021 persa per 1-0 contro il Galles. Tuttavia il 15 ottobre successivo trovò anche la sua prima rete, nella partita vinta per 4-1 in casa contro la Moldavia. Si ripeté il 17 novembre dello stesso anno, realizzando la sua prima doppietta, risultata (decisiva) con la maglia dell'Under-21 belga, nella partita vinta per 3-2 in trasferta contro i pari età della Germania.
L'8 giugno 2022 ha esordito con la Nazionale maggiore belga nel successo per 6-1 in Nations League contro la Polonia, segnando pure un gol.

## Statistiche

### Presenze e reti nei club
Statistiche aggiornate al 25 gennaio 2025.
| Stagione           | Squadra            | Campionato         | Campionato | Campionato | Coppe nazionali | Coppe nazionali | Coppe nazionali | Coppe europee | Coppe europee | Coppe europee | Altre coppe | Altre coppe | Altre coppe | Totale | Totale | Totale |
| Stagione           | Squadra            | Comp               | Pres       | Reti       | Comp            | Pres            | Reti            | Comp          | Pres          | Reti          | Comp        | Pres        | Reti        | Pres   | Reti   |        |
| ------------------ | ------------------ | ------------------ | ---------- | ---------- | --------------- | --------------- | --------------- | ------------- | ------------- | ------------- | ----------- | ----------- | ----------- | ------ | ------ | ------ |
| 2018-2019          | Club Bruges        | D1                 | 14+6       | 1+3        | CB              | 1               | 0               | UCL+UEL       | 5+2           | 0             | SdB         | 0           | 0           | 28     | 4      |        |
| 2019-2020          | Club Bruges        | D1                 | 15         | 0          | CB              | 3               | 0               | UCL           | 7             | 1             | -           | -           | -           | 25     | 1      |        |
| Totale Club Bruges | Totale Club Bruges | Totale Club Bruges | 35         | 4          |                 | 4               | 0               |               | 14            | 1             |             | 0           | 0           | 53     | 5      |        |
| 2020-2021          | Vitesse            | ED                 | 33         | 10         | CO              | 5               | 3               | -             | -             | -             | -           | -           | -           | 38     | 13     |        |
| 2021-2022          | Vitesse            | ED                 | 33+4       | 18+1       | CO              | 2               | 1               | UECL          | 11            | 4             | -           | -           | -           | 50     | 24     |        |
| Totale Vitesse     | Totale Vitesse     | Totale Vitesse     | 70         | 29         |                 | 7               | 4               |               | 11            | 4             |             | -           | -           | 88     | 37     |        |
| 2022-2023          | Lens               | L1                 | 38         | 21         | CF              | 4               | 0               | -             | -             | -             | -           | -           | -           | 42     | 21     |        |
| 2023-2024          | RB Lipsia          | BL                 | 34         | 24         | CG              | 2               | 0               | UCL           | 8             | 4             | SG          | 1           | 0           | 45     | 28     |        |
| 2024-2025          | RB Lipsia          | BL                 | 29         | 9          | CG              | 4               | 3               | UCL           | 8             | 1             | -           | -           | -           | 41     | 13     |        |
| Totale RB Lipsia   | Totale RB Lipsia   | Totale RB Lipsia   | 58         | 33         |                 | 4               | 3               |               | 16            | 5             |             | 1           | 0           | 79     | 41     |        |
| Totale carriera    | Totale carriera    | Totale carriera    | 198        | 87         |                 | 19              | 7               |               | 41            | 10            |             | 1           | 0           | 259    | 104    |        |

### Cronologia presenze e reti in nazionale
| Cronologia completa delle presenze e delle reti in nazionale ― Belgio | Cronologia completa delle presenze e delle reti in nazionale ― Belgio | Cronologia completa delle presenze e delle reti in nazionale ― Belgio | Cronologia completa delle presenze e delle reti in nazionale ― Belgio | Cronologia completa delle presenze e delle reti in nazionale ― Belgio | Cronologia completa delle presenze e delle reti in nazionale ― Belgio | Cronologia completa delle presenze e delle reti in nazionale ― Belgio | Cronologia completa delle presenze e delle reti in nazionale ― Belgio |
| Data                                                                  | Città                                                                 | In casa                                                               | Risultato                                                             | Ospiti                                                                | Competizione                                                          | Reti                                                                  | Note                                                                  |
| --------------------------------------------------------------------- | --------------------------------------------------------------------- | --------------------------------------------------------------------- | --------------------------------------------------------------------- | --------------------------------------------------------------------- | --------------------------------------------------------------------- | --------------------------------------------------------------------- | --------------------------------------------------------------------- |
| 8-6-2022                                                              | Bruxelles                                                             | Belgio                                                                | 6 – 1                                                                 | Polonia                                                               | UEFA Nations League 2022-2023 - 1º turno                              | 1                                                                     | 84’                                                                   |
| 11-6-2022                                                             | Cardiff                                                               | Galles                                                                | 1 – 1                                                                 | Belgio                                                                | UEFA Nations League 2022-2023 - 1º turno                              | -                                                                     | 90+3’                                                                 |
| 14-6-2022                                                             | Varsavia                                                              | Polonia                                                               | 0 – 1                                                                 | Belgio                                                                | UEFA Nations League 2022-2023 - 1º turno                              | -                                                                     | 67’                                                                   |
| 22-9-2022                                                             | Bruxelles                                                             | Belgio                                                                | 2 – 1                                                                 | Galles                                                                | UEFA Nations League 2022-2023 - 1º turno                              | -                                                                     | 65’                                                                   |
| 18-11-2022                                                            | Al Kuwait                                                             | Belgio                                                                | 1 – 2                                                                 | Egitto                                                                | Amichevole                                                            | 1                                                                     | 46’                                                                   |
| 23-11-2022                                                            | Al Rayyan                                                             | Belgio                                                                | 1 – 0                                                                 | Canada                                                                | Mondiali 2022 - 1º turno                                              | -                                                                     | 79’                                                                   |
| 24-3-2023                                                             | Solna                                                                 | Svezia                                                                | 0 – 3                                                                 | Belgio                                                                | Qual. Euro 2024                                                       | -                                                                     | 90’                                                                   |
| 28-3-2023                                                             | Colonia                                                               | Germania                                                              | 2 – 3                                                                 | Belgio                                                                | Amichevole                                                            | -                                                                     | 80’                                                                   |
| 17-6-2023                                                             | Bruxelles                                                             | Belgio                                                                | 1 – 1                                                                 | Austria                                                               | Qual. Euro 2024                                                       | -                                                                     | 76’                                                                   |
| 9-9-2023                                                              | Mərdəkan                                                              | Azerbaigian                                                           | 0 – 1                                                                 | Belgio                                                                | Qual. Euro 2024                                                       | -                                                                     | 84’                                                                   |
| 12-9-2023                                                             | Bruxelles                                                             | Belgio                                                                | 5 – 0                                                                 | Estonia                                                               | Qual. Euro 2024                                                       | -                                                                     | 61’                                                                   |
| 13-10-2023                                                            | Vienna                                                                | Austria                                                               | 2 – 3                                                                 | Belgio                                                                | Qual. Euro 2024                                                       | -                                                                     | 46’                                                                   |
| 15-11-2023                                                            | Lovanio                                                               | Belgio                                                                | 1 – 0                                                                 | Serbia                                                                | Amichevole                                                            | -                                                                     | 67’                                                                   |
| 19-11-2023                                                            | Bruxelles                                                             | Belgio                                                                | 5 – 0                                                                 | Azerbaigian                                                           | Qual. Euro 2024                                                       | -                                                                     | 46’                                                                   |
| 23-3-2024                                                             | Dublino                                                               | Irlanda                                                               | 0 – 0                                                                 | Belgio                                                                | Amichevole                                                            | -                                                                     |                                                                       |
| 26-3-2024                                                             | Londra                                                                | Inghilterra                                                           | 2 – 2                                                                 | Belgio                                                                | Amichevole                                                            | -                                                                     | 82’                                                                   |
| 5-6-2024                                                              | Bruxelles                                                             | Belgio                                                                | 2 – 0                                                                 | Montenegro                                                            | Amichevole                                                            | -                                                                     |                                                                       |
| 17-6-2024                                                             | Francoforte sul Meno                                                  | Belgio                                                                | 0 – 1                                                                 | Slovacchia                                                            | Euro 2024 - 1º turno                                                  | -                                                                     | 84’                                                                   |
| 26-6-2024                                                             | Stoccarda                                                             | Ucraina                                                               | 0 – 0                                                                 | Belgio                                                                | Euro 2024 - 1º turno                                                  | -                                                                     | 90’                                                                   |
| 1-7-2024                                                              | Düsseldorf                                                            | Francia                                                               | 1 – 0                                                                 | Belgio                                                                | Euro 2024 - Ottavi di finale                                          | -                                                                     | 63’                                                                   |
| 6-9-2024                                                              | Debrecen                                                              | Belgio                                                                | 3 – 1                                                                 | Israele                                                               | UEFA Nations League 2024-2025 - 1º turno                              | -                                                                     | 64’                                                                   |
| 9-9-2024                                                              | Lione                                                                 | Francia                                                               | 2 – 0                                                                 | Belgio                                                                | UEFA Nations League 2024-2025 - 1º turno                              | -                                                                     | 7’ 69’                                                                |
| 10-10-2024                                                            | Roma                                                                  | Italia                                                                | 2 – 2                                                                 | Belgio                                                                | UEFA Nations League 2024-2025 - 1º turno                              | -                                                                     | 87’                                                                   |
| 14-10-2024                                                            | Bruxelles                                                             | Belgio                                                                | 1 – 2                                                                 | Francia                                                               | UEFA Nations League 2024-2025 - 1º turno                              | 1                                                                     |                                                                       |
| 14-11-2024                                                            | Bruxelles                                                             | Belgio                                                                | 0 – 1                                                                 | Italia                                                                | UEFA Nations League 2024-2025 - 1º turno                              | -                                                                     |                                                                       |
| 17-11-2024                                                            | Budapest                                                              | Israele                                                               | 1 – 0                                                                 | Belgio                                                                | UEFA Nations League 2024-2025 - 1º turno                              | -                                                                     | 73’                                                                   |
| 6-6-2025                                                              | Skopje                                                                | Macedonia del Nord                                                    | 1 – 1                                                                 | Belgio                                                                | Qual. Mondiali 2026                                                   | -                                                                     | 82’                                                                   |
| Totale                                                                |                                                                       | Presenze                                                              | 27                                                                    |                                                                       | Reti                                                                  | 3                                                                     |                                                                       |

| Cronologia completa delle presenze e delle reti in nazionale ― Belgio under 21 | Cronologia completa delle presenze e delle reti in nazionale ― Belgio under 21 | Cronologia completa delle presenze e delle reti in nazionale ― Belgio under 21 | Cronologia completa delle presenze e delle reti in nazionale ― Belgio under 21 | Cronologia completa delle presenze e delle reti in nazionale ― Belgio under 21 | Cronologia completa delle presenze e delle reti in nazionale ― Belgio under 21 | Cronologia completa delle presenze e delle reti in nazionale ― Belgio under 21 | Cronologia completa delle presenze e delle reti in nazionale ― Belgio under 21 |
| Data                                                                           | Città                                                                          | In casa                                                                        | Risultato                                                                      | Ospiti                                                                         | Competizione                                                                   | Reti                                                                           | Note                                                                           |
| ------------------------------------------------------------------------------ | ------------------------------------------------------------------------------ | ------------------------------------------------------------------------------ | ------------------------------------------------------------------------------ | ------------------------------------------------------------------------------ | ------------------------------------------------------------------------------ | ------------------------------------------------------------------------------ | ------------------------------------------------------------------------------ |
| 6-9-2019                                                                       | Wrexham                                                                        | Galles under 21                                                                | 1 – 0                                                                          | Belgio under 21                                                                | Qual. Europeo Under-21 2021                                                    | -                                                                              |                                                                                |
| 10-9-2019                                                                      | Oud-Heverlee                                                                   | Belgio under 21                                                                | 0 – 0                                                                          | Bosnia ed Erzegovina under 21                                                  | Qual. Europeo Under-21 2021                                                    | -                                                                              | 67’                                                                            |
| 15-10-2019                                                                     | Oud-Heverlee                                                                   | Belgio under 21                                                                | 4 – 1                                                                          | Moldavia under 21                                                              | Qual. Europeo Under-21 2021                                                    | 1                                                                              | 74’                                                                            |
| 17-11-2019                                                                     | Friburgo in Brisgovia                                                          | Germania under 21                                                              | 2 – 3                                                                          | Belgio under 21                                                                | Qual. Europeo Under-21 2021                                                    | 2                                                                              | 82’                                                                            |
| 8-9-2020                                                                       | Oud-Heverlee                                                                   | Belgio under 21                                                                | 4 – 1                                                                          | Germania under 21                                                              | Qual. Europeo Under-21 2021                                                    | 1                                                                              | 81’                                                                            |
| 9-10-2020                                                                      | Oud-Heverlee                                                                   | Belgio under 21                                                                | 5 – 0                                                                          | Galles under 21                                                                | Qual. Europeo Under-21 2021                                                    | 1                                                                              |                                                                                |
| 13-10-2020                                                                     | Tiraspol                                                                       | Moldavia under 21                                                              | 1 – 0                                                                          | Belgio under 21                                                                | Qual. Europeo Under-21 2021                                                    | -                                                                              | 46’                                                                            |
| 17-11-2020                                                                     | Sarajevo                                                                       | Bosnia ed Erzegovina under 21                                                  | 3 – 2                                                                          | Belgio under 21                                                                | Qual. Europeo Under-21 2021                                                    | 1                                                                              | 90’                                                                            |
| 4-6-2021                                                                       | Aktobe                                                                         | Kazakistan under 21                                                            | 1 – 3                                                                          | Belgio under 21                                                                | Qual. Europeo Under-21 2023                                                    | 1                                                                              |                                                                                |
| 3-9-2021                                                                       | Bursa                                                                          | Turchia under 21                                                               | 0 – 3                                                                          | Belgio under 21                                                                | Qual. Europeo Under-21 2023                                                    | 2                                                                              | 74’ 82’                                                                        |
| 8-10-2021                                                                      | Lovanio                                                                        | Belgio under 21                                                                | 2 – 0                                                                          | Kazakistan under 21                                                            | Qual. Europeo Under-21 2023                                                    | 1                                                                              | 80’                                                                            |
| 12-10-2021                                                                     | Lovanio                                                                        | Belgio under 21                                                                | 1 – 0                                                                          | Danimarca under 21                                                             | Qual. Europeo Under-21 2023                                                    | 1                                                                              | 89’                                                                            |
| 16-11-2021                                                                     | Dundee                                                                         | Scozia under 21                                                                | 0 – 2                                                                          | Belgio under 21                                                                | Qual. Europeo Under-21 2023                                                    | 1                                                                              | 90’                                                                            |
| 29–3-2022                                                                      | Herning                                                                        | Danimarca under 21                                                             | 1 – 1                                                                          | Belgio under 21                                                                | Qual. Europeo Under-21 2023                                                    | 1                                                                              | 30’                                                                            |
| 21-6-2023                                                                      | Tbilisi                                                                        | Belgio under 21                                                                | 0 – 0                                                                          | Paesi Bassi under 21                                                           | Europeo Under-21 2023 - 1º turno                                               | -                                                                              | 89’                                                                            |
| 24-6-2023                                                                      | Tbilisi                                                                        | Georgia under 21                                                               | 2 – 2                                                                          | Belgio under 21                                                                | Europeo Under-21 2023 - 1º turno                                               | -                                                                              |                                                                                |
| 27-6-2023                                                                      | Tbilisi                                                                        | Portogallo under 21                                                            | 2 – 1                                                                          | Belgio under 21                                                                | Europeo Under-21 2023 - 1º turno                                               | -                                                                              |                                                                                |
| Totale                                                                         |                                                                                | Presenze                                                                       | 17                                                                             |                                                                                | Reti                                                                           | 13                                                                             |                                                                                |

## Palmarès

### Club
- Supercoppa del Belgio: 1

Club Bruges: 2018
- Campionato belga: 1

Club Bruges: 2019-2020
- Supercoppa di Germania: 1

RB Lipsia: 2023